# Sergio Slipak
Sergio David Slipak (n. Buenos Aires, 28 de julio de 1965) es un Gran Maestro Internacional de ajedrez argentino.

## Resultados destacados en competición
Fue tres veces subcampeón de Argentina en los años 1998, 2002 y 2012.

Participó representando a Argentina en una Olimpíadas de ajedrez en el año 2002 en Bled y en un Campeonatos Panamericanos de ajedrez por equipos en el año 1995, en Cascavel, alcanzando la medalla de plata por equipos y la medalla de oro individual en el tercer tablero.
Ganó el Torneo abierto del Mar del Plata en los años 1995, 1999 y 2001.

## Libros
Es autor del libro:
- Secretos del ajedrez argentino (1992-1999), editorial Ajedrez Martelli.